# Vladimir Efimovič Semičastnyj
Vladimir Efimovič Semičastnyj (in russo Влади́мир Ефи́мович Семича́стный?; Grigor'evka, 15 gennaio 1924 – Mosca, 12 gennaio 2001) è stato un politico sovietico, direttore del KGB dal 13 novembre 1961 al 18 maggio 1967.

## Biografia
Nato nel Governatorato di Ekaterinoslav, nella RSS Ucraina, all'inizio degli anni quaranta, frequentò l'Istituto chimico-tecnologico di Kemerovo, in Siberia, senza tuttavia riuscire a completare gli studi a causa della guerra (si sarebbe laureato in storia nel 1973 presso l'Università di Kiev). Da Kemerovo, dove fu attivo nel Komsomol, rientrò in Ucraina nel 1943 e nel 1947 divenne Primo segretario della sezione repubblicana del Komsomol (fino al 1950), mentre dal 1958 al 1959 guidò l'organizzazione a livello centrale. Dal 1961 al 1967 fu Presidente del KGB e dal 1964 al 1971 fece parte del Comitato Centrale del PCUS.